# Black Diamond
Black Diamond é um cowboy fictício publicado originariamente nos Estados Unidos (editor Leav Gleason, comic book com o título de Black Diamond Western), que ganhou notoriedade no Brasil por aparecer no número 1 (um) da revista Aí Mocinho, lançada em 1949 pela  EBAL. Era um delegado federal que agia no Território Indígena e Oklahoma no início do século XX mas não tirava do rosto uma máscara negra ao estilo do Lone Ranger. Seu companheiro era Bumper, um grandalhão com grandes bigodes no estilo texano. A Ebal continuaria com suas histórias até meados dos anos 60. Em novembro de 1986 a Editora lançou a nona série da revista "Aí Mocinho" que trazia as antigas aventuras de Black Diamond além de outros heróis do Oeste.